# 生田誠 (著作家)
生田誠（いくた まこと、1957年 - ）は、京都府出身の郷土歴史家、絵葉書研究家、収集家、作家、元新聞記者。おもに鉄道や地域史関連の著作活動を行っている。
東京大学文学部美術史学専修課程を修了後、産経新聞文化部で記者として働き、1990年代から郷土歴史家の本を著作出版している。

## 著作

### 単著
- 落語家になるには、ぺりかん社、1996年
- モダンガール大図鑑 大正・昭和のおしゃれ女子、河出書房新社、2012年
- ロスト・モダン・トウキョウ = LOST MODERN TOKYO、集英社、2012年
- 日本の美術絵はがき1900-1935 明治生まれのレトロモダン、淡交社、2006年
- 墨田区・江東区今昔散歩 古地図と古写真で訪ねる 東京スカイツリーの見える街、彩流社、2012年
- 阪急京都線・千里線 街と駅の1世紀 阪急京都線と千里線・嵐山線各駅今昔散歩大正・昭和の街角を紹介、彩流社、2013年
- JR京都線・神戸線 街と駅の1世紀 JR京都線・神戸線各駅今昔散歩明治・大正・昭和の街角を紹介、彩流社、2014年
- JR中央線 街と駅の1世紀 JR中央線各駅今昔散歩大正・昭和の街角を紹介、彩流社、2014年
- JR横浜線・根岸線 街と駅の1世紀 JR横浜線・根岸線各駅今昔散歩明治・大正・昭和の街角を紹介、彩流社、2014年
- 大阪環状線・北大阪急行・御堂筋線 街と駅の1世紀 昭和の街角を紹介、アルファベータブックス、2015年
- 南武線・鶴見線 街と駅の1世紀 昭和の街角を紹介、アルファベータブックス、2015年
- 京阪電車 街と駅の1世紀、彩流社、2015年
- 京成電鉄 街と駅の1世紀、アルファベータブックス、2015年
- 東海道線・横須賀線 街と駅の1世紀 京浜東北線〈東京～横浜〉、アルファベータブックス、2015年
- 総武線・京葉線 街と駅の1世紀、アルファベータブックス、2015年
- 東急電鉄 街と駅の1世紀、アルファベータブックス、2015年
- 阪急電鉄神戸線 伊丹線、今津線、甲陽線、神戸高速線 1950～1990年代の記録、アルファベータブックス、2016年
- 近鉄大阪線・南大阪線 街と駅の1世紀 昭和の街角を紹介、アルファベータブックス、2016年
- 近鉄京都線・橿原線 街と駅の1世紀 昭和の街角を紹介、アルファベータブックス、2016年
- 小田急電鉄 街と駅の1世紀 昭和の街角を紹介、アルファベータブックス、2016年
- 阪急電鉄 宝塚線、箕面線、京都線、千里線、嵐山線、能勢電鉄 1950～1980年代の記録、アルファベータブックス、2016年
- 京浜東北線〈東京～大宮〉、埼京線〈赤羽～大宮〉街と鉄道の歴史探訪 昭和7年全通の京浜東北線、昭和60年開業の埼京線、フォト・パブリッシング、2017年
- 京浜東北線〈東京～横浜〉根岸線、鶴見線街と鉄道の歴史探訪 東京湾の海沿いを走る、通勤・通学等の大動脈路線、フォト・パブリッシング、2017年
- 学研都市線、大和路線 街と駅の1世紀、アルファベータブックス、2017年
- 京成電鉄古地図さんぽ 懐かしい京成電鉄沿線にタイムトリップ、フォト・パブリッシング、2018年
- 朝日・読売・毎日新聞社が撮った京王線、井の頭線の街と駅〈1960～80年代〉 懐かしい、あの駅前風景を空から楽しむ、アルファベータブックス、2018年
- 阪急全線古地図さんぽ 懐かしい阪急沿線にタイムトリップ、フォト・パブリッシング、2018年
- 東京古地図散歩〈山手線〉 50年前、100年前の山手線沿線にタイムトリップ！、フォト・パブリッシング、2019年
- 大阪環状線、御堂筋線古地図さんぽ 懐かしい大阪市内にタイムトリップ、フォト・パブリッシング、2020年
- 名鉄名古屋本線 1960年代～90年代の思い出アルバム 個性あふれる昭和の時代の記録 上巻、アルファベータブックス、2020年
- 名鉄名古屋本線 1960年代～90年代の思い出アルバム 個性あふれる昭和の時代の記録 下巻、アルファベータブックス、2020年
- 名鉄の支線、廃線 1960年代～90年代の思い出アルバム 個性あふれる昭和の時代の記録 上巻、アルファベータブックス、2020年
- 名鉄の支線、廃線 1960年代～90年代の思い出アルバム 個性あふれる昭和の時代の記録 下巻、アルファベータブックス、2020年
- ふるさと広島今昔散歩 広島・宮島・呉・尾道・福山・瀬戸内の街と島々・県北部、フォト・パブリッシング、2021年
- 図説なつかしの遊園地・動物園、河出書房新社、2022年

### 共著
- 鎌倉・横浜・湘南今昔歩く地図帖 彩色絵はがき、古写真、古地図でくらべる、井口悦男、生田誠、学研パブリッシング、2011年
- 京都今昔歩く地図帖 彩色絵はがき、古写真、古地図でくらべる、井口悦男、生田誠、学研パブリッシング、2011年
- 大阪今昔歩く地図帖 彩色絵はがき、古写真、古地図でくらべる、井口悦男、生田誠、学研パブリッシング、2011年
- 東京今昔旅の案内帖 彩色絵はがき、古写真、古地図でたずねる、井口悦男、生田誠、学研パブリッシング、2011年
- 渋谷の今昔アルバム 激変した渋谷の街のタイムトリップ写真帖 三好好三、生田誠 文. 彩流社、2013年
- 小林かいち 乙女デコ・京都モダンのデザイナー、生田誠、石川桂子、河出書房新社、2013年
- 相模鉄道 街と駅の1世紀 相模鉄道本線・いずみ野線各駅今昔散歩大正・昭和の街角を紹介、生田誠、山田亮、彩流社、2014年
- 常磐線〈上野～土浦〉 街と駅の1世紀 常磐線各駅今昔散歩大正・昭和の街角を紹介、三好好三、生田誠、彩流社、2015年
- 京浜急行電鉄 本線、空港線、大師線、逗子線、久里浜線 1950～1990年代の記録 生田誠、牧野和人、アルファベータブックス、2016年
- 阪神電気鉄道 本線、西大阪線、武庫川線、北大阪線、国道線、甲子園線、尼崎海岸線 1950～1990年代の記録 生田誠、牧野和人、アルファベータブックス、2016年
- 東京オリンピック時代の都電と街角 昭和30年代～40年代の記憶 新宿区・渋谷区・港区〈西部〉・中野区・杉並区編 小川峯生、生田誠、アルファベータブックス、2017年
- 関西の国鉄アルバム 1970年代～80年代 野口昭雄 写真、牧野和人、生田誠 文. アルファベータブックス、2018年
- 横浜線街と鉄道の歴史探訪 生糸の輸送路線から首都圏の通勤路線へと発展 山田亮、生田誠、フォト・パブリッシング、2019年
- 相模鉄道街と鉄道の歴史探訪 都心乗り入れでさらに発展が期待される相模野の通勤路線 山田亮、生田誠、フォト・パブリッシング、2019年
- ふるさと東京今昔散歩 第1巻 坂崎幸之助、生田誠、フォト・パブリッシング、2020年
- ふるさと東京今昔散歩 第2巻 坂崎幸之助、生田誠、フォト・パブリッシング、2021年
- ふるさと東京今昔散歩 第3巻 坂崎幸之助、生田誠、フォト・パブリッシング、2022年
- ふるさと東京今昔散歩 特別編 生田誠 著、坂崎幸之助 特別協力. フォト・パブリッシング、2022年
- 想い出の国鉄・JRアルバム 第1巻 山田亮、生田誠、フォト・パブリッシング、2021年
- 東急田園都市線が開業した時代の各駅記録 山田亮、生田誠、フォト・パブリッシング、2021年

### 編著
- 日本絵葉書カタログ 2005 里文出版、2004年
- 100年前の日本 絵葉書に綴られた風景-明治・大正・昭和- 生活情報センター、2006年
- 女流作家のモダン東京 花子と白蓮が歩いた街、河出書房新社、2015年
- 麗しき日本絵葉書100の世界 日本郵趣出版、2009年
- むかしの年賀状 十二支絵はがき万華鏡 二玄社、2007年

### 共編
- 甦る小林かいち 都モダンの絵封筒 小林かいち 著、生田誠、石川桂子 共編. 二玄社、2008年
- 動く京都・20世紀鉄道絵葉書の世界 森安正、生田誠、高田聡 編. 京都絵葉書研究会、2016年
- 集う京都20世紀 ホテル・百貨店・四条通の絵葉書 森安正、生田誠、高田聡 編. 京都絵葉書研究会、2018年
- 祝祭の京都 大礼・博覧会・祭礼の絵葉書 森安正、生田誠、高田聡 編. 京都絵葉書研究会、2019年

### その他
- 明治の京都てのひら逍遥 便利堂美術絵はがきことはじめ 生田誠 監修、便利堂 企画・編集. 便利堂、2013年
- 朝日新聞社機が撮った1960～70年代の鉄道駅 懐かしい、あの駅前風景を空から楽しむ 首都圏/国鉄編 生田誠 解説、朝日新聞社 写真. フォト・パブリッシング、2017年
- 朝日新聞社機が撮った総武線、京成線の街と駅〈1960～80年代〉 懐かしい、あの駅前風景を空から楽しむ 総武線全通120周年記念出版! 生田誠 解説、朝日新聞社 写真. フォト・パブリッシング、2017年
- 相鉄大全 相模鉄道のすべてがわかる! 生田誠、岡田直 監修. 辰巳出版、2020年
- 大正・昭和追懐の絵封筒 鷹司敦子記念コレクションによせて 鷹司誓玉 著、生田誠 解説. 善光寺大本願、2021年
- 空から見た世田谷区・渋谷区・目黒区の街と鉄道駅 1960年代～80年代 朝日新聞社機・読売新聞社機が撮影した空撮写真 朝日新聞社、読売新聞社 写真、生田誠 解説. フォト・パブリッシング、2022年